# Nokia 1011
Nokia 1011 là điện thoại GSM sản xuất hàng loạt đầu tiên. Nó được ra mắt vào ngày 10 tháng 11 năm 1992.
Điện thoại có phiên bản màu đen duy nhất với các kích thước 195 x 60 x 45 (mm) và danh bạ có thể lưu 99 số.
Nokia 1011 được sản xuất đến năm  1994, sau đó nó được phát triển thành Nokia 2110.